# 하드택 I 작전
하드택 I 작전(영어: Operation Hardtack I)은 1958년 4월 28일부터 8월 18일까지 미국이 태평양 핵실험장에서 수행한 35번의 핵실험 시리즈이다.(p. 212) 당시 하드택 I 작전은 태평양에서 일어난 이전 핵폭발 전체보다 더 많은 핵폭발을 포함했다.(p. 1) 이 실험은 1957년 12월 6일부터 1958년 3월 14일까지 진행된 프로젝트 58/58A 시리즈의 뒤를 이었고, 1958년 8월 27일부터 9월 6일까지 진행된 아거스 작전 시리즈에 앞섰다.(pp. 212–214)
하드택 I 작전은 합동 태스크 포스 7(JTF 7)이 지휘했다. JTF-7은 군대와 많은 민간인의 협력이었지만, 군사 조직처럼 구성되었다. 19,100명의 인원은 미군, 연방 민간인 직원, 그리고 미국 국방부 (DOD) 및 미국 원자력위원회 (AEC)와 관련된 근로자로 구성되었다.(p. 1)
세 가지 주요 연구 방향이 있었다. 첫 번째는 새로운 유형의 핵무기 개발이었다. 이는 AEC의 로스앨러모스 국립연구소와 로렌스 리버모어 국립연구소 (UCRL)에서 만든 실험 장치를 폭파함으로써 수행되었다. 국방부는 AEC의 연구를 방해하지 않는 범위 내에서 이 폭발에 대한 실험과 테스트를 수행했다. 두 번째 연구 방향은 수중 폭발이 재료, 특히 해군 함정에 미치는 영향을 조사하는 것이었으며, 이는 국방부가 수행했다. 와후 실험은 공개된 해양에서 진행되었고, 엄브렐러는 라군에서 진행되었다.(p. 1) 마지막 연구 방향은 고고도 핵실험을 분석하여 고고도 핵실험의 탐지를 정제하고 탄도 미사일에 대한 방어 관행을 조사하는 것이었다. 이 연구 방향은 세 가지 개별 실험으로 구성되었으며, 최초의 고고도 실험이었다. 이 시리즈의 개별 실험은 오렌지, 티크, 그리고 유카였다. 오렌지와 티크는 집합적으로 뉴스릴 작전으로 알려져 있으며 로켓으로 발사되었다. 유카는 풍선을 사용하여 고도에 도달했다.(p. 187)(p. 3)

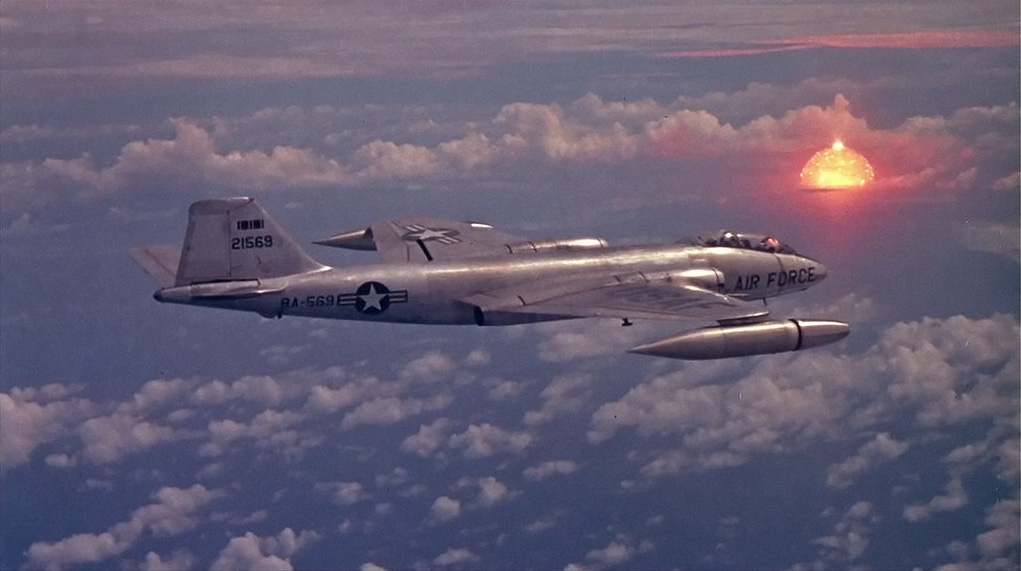
하드택 I 포플러 폭발 중 공중 촬영. 전경에 마틴 RB-57D.

## 역사적 배경
이전 핵실험 결과와 국제 정치 상황과 같이 하드택 I 작전 이전에 많은 사건과 절차들이 그 생성과 설계에 영향을 미쳤다. 그러한 역사적 상황 중 하나는 1956년까지 핵 방사능에 대한 우려가 대중과 해외에서 고조되고 있었다는 점이다. 1956년 미국 대통령 선거 기간 동안 핵실험 중단이 선거 운동의 쟁점이었고 핵 안전은 그 논의의 한 부분이었다. 동시에 소련은 공개적으로 실험 중단을 제안하고 있었다.(p. 149)
1956년 6월, 미국국립과학원 (NAS)은 "원자 방사능의 생물학적 효과"라는 보고서에서 일반 대중에 대한 새로운 방사능 노출 제한을 권고했다.(p. 153) 핵무기를 개발하는 기관인 AEC는(p. 3) NAS가 권고한 방사능 노출 제한을 수용했다. 일부 AEC 회원들은 제한이 잘못된 방식으로 도달되었으며 미래에 검토되어야 한다고 주장했다. AEC 생물학 및 의학 부서(DBM)의 찰스 L. 던햄 국장은 새로운 핵 방사능 노출 제한이 네바다에서의 실험을 계속하는 것을 막을 것이라고 말했다. 던햄은 다른 AEC 사무실 및 관계자들과 협력하여 방사능 낙진 안전을 결정할 필요성을 없애기 위해 추가 실험을 태평양으로 옮길 것을 권고했다.(p. 154)
또한 1956년, AEC는 상당한 양의 핵 낙진을 방출할 핵폭발을 포함하는 실험 시리즈를 설계하고 있었다. 이 시리즈는 플럼밥 작전으로 알려지게 되었고 1957년 4월 24일부터 10월 7일까지 진행되었다. 플럼밥 작전은 프로젝트 58/58A와 하드택 I 작전으로 이어졌다. 실험 당시 플럼밥 작전은 네바다 핵 실험장에서 수행된 가장 광범위한 핵실험 시리즈였다.(p. 159) 드와이트 D. 아이젠하워 대통령은 대중의 우려 때문에 플럼밥 승인을 매우 신중하게 처리했다.(p. 157) 결과적으로 AEC는 플럼밥 시리즈의 일부 실험을 다음 태평양 작전인 하드택 I 작전으로 옮겨 네바다 핵 실험장 주변의 방사성 낙진을 최소화하려는 짧고 궁극적으로 무익한 논의를 진행했다.(p. 155)
1957년 봄에 플럼밥 작전이 시작되었을 때, 하드택 I 작전의 계획 과정은 잘 진행되고 있었고 계획된 핵폭발의 수는 플럼밥 시리즈의 수보다 많았다.(p. 183) 동시에 전 세계적인 방사능 및 핵 확산 우려는 핵무기 해체를 위한 경로로서 전 세계적인 핵실험 금지를 제정하는 주제에 대해 미국, 소련 및 다른 국가들 간의 공식적인 논의로 이어졌다. 1957년 8월 9일, AEC 의장 루이스 L. 스트라우스는 아이젠하워 대통령에게 하드택 I 작전의 예비 계획을 제안했다. 아이젠하워 대통령은 4개월간의 실험 기간과 25발의 폭발을 요구하는 계획에 반대했는데,(p. 183) 이는 플럼밥보다 한 발 더 많았다.(p. 161) 논의 결과, 아이젠하워는 최대 15 TNT 메가톤 (63 PJ)의 위력에 동의하고 실험 기간을 가능한 한 짧게 하라고 명령했다.(p. 183)
프로젝트 58/58A는 플럼밥 작전의 뒤를 이어 1957년 12월 6일부터 거의 두 달 후에 시작되었다. 프로젝트 58/58A는 네 가지 안전 실험으로 구성되었으며, 핵 방사능을 발생시키지 않을 예정이었다. 네 가지 모두 네바다 핵 실험장에서 진행되었다. 안전 실험은 폭탄이 오작동하지 않도록 보장하기 위한 것이었다. 그러나 1957년 12월 9일에 진행된 Coulomb-C라는 실험은 실제로 오작동했다. 이는 예상치 못한 500 TNT 톤 (2,100 GJ)의 폭발을 일으켰다. 이 폭발은 핵 낙진 구름을 방출하여 로스앤젤레스로 이동했고 낮은 수준의 핵 방사능을 초래했다. 폭탄 실패는 핵실험 안전에 대한 대중의 우려를 더했다.(p. 186)
아이젠하워의 더 짧은 실험 기간 요구를 충족시키기 위해 일부 실험이 취소되었지만, 새로운 실험들이 빠르게 그 자리를 채웠다. AEC 의장 스트라우스는 많은 수의 폭발이 "국방부가 점점 더 많은 종류의 핵무기를 요구하기 때문"이라고 언급했다.(p. 187) 아이젠하워는 결국 1월 말에 하드택 I 작전 계획을 승인했는데, 여전히 25발의 폭발이 포함되어 있었다. 1958년 3월 31일, 소련은 모든 실험의 중단을 발표하고 미국에도 같은 조치를 취할 것을 요구했다. 5월 9일, 소련의 지도자 니키타 흐루쇼프는 핵실험 중단에 대한 기술적 논의를 위한 아이젠하워의 초대를 수락했으며, 같은 해 7월 1일에 협상이 시작되었다. 아이젠하워는 1958년 8월 22일 미국에 10월 31일에 금지가 시작될 것이라고 발표했다. 미 과학자들은 마지막 기회가 될 경우를 대비하여 하드택 시리즈에 더 많은 실험을 추가하려고 했다. 결과적으로 하드택 I 작전은 35번의 실험으로 구성되었다.(pp. 189–190)
하드택 I 작전의 폭발 횟수에 대한 공중 보건 우려가 있었다.(p. 23) 1958년 3월에 발표된 연구에 따르면, 세 가지 고고도 실험 중 두 가지인 티크와 오렌지로 인해 400 마일 (350 nmi; 640 km) 떨어진 사람들도 심각한 망막 화상을 입을 수 있는 것으로 나타났다.(p. 187)(p. 257) 그래서 이 실험들을 가장 가까운 유인 섬에서 538 마일 (468 nmi; 866 km) 떨어진 존스턴 섬으로 옮기기로 결정되었다. 고고도 핵실험은 최초로 공개적으로 보고된 인공 고고도 핵 전자파 펄스 (EMP)를 방출했다. 252,000 피트 (76.8 km)에서 폭발하고 3.8 TNT 메가톤 (16 PJ)의 위력을 가진 티크는 폭발 지점에서 700 해리 (810 mi; 1,300 km) 떨어진 하와이주에서도 볼 수 있는 오로라와 같은 효과를 만들어냈다. 대부분의 무선 통신은 태평양 전역에서 즉시 끊겼다. 호주에서의 통신 두절은 9시간 동안 지속되었고 하와이에서는 최소 2시간 동안 지속되었다.(p. 266–269)

## 고고도 실험
하드택 I 작전에는 핵무기 폭발이 재료 및 전자 시스템에 미치는 많은 영향을 연구하기 위해 설계된 뉴스릴 작전이라는 세 가지 고고도 실험이 포함되었다. 또한 폭발의 에너지와 그들이 생성할 에너지 형태를 테스트하는 데 사용되었다. 유카는 최초의 고고도 실험의 이름이었으며 마셜 제도의 에네웨타크 환초 근처에서 수행되었다. 다른 두 고고도 실험인 오렌지와 티크는 하와이 섬 남서쪽 약 1,300 킬로미터 (810 mi; 700 nmi) 떨어진 남태평양의 존스턴 환초 근처에서 수행되었다.(p. 251)

### 오존층에 미치는 영향
이렇게 높은 고도에서 핵무기를 폭파하는 것이 오존층에 구멍을 낼지 여부에 대한 불확실성이 있었다. 여러 수중 핵실험 후에 폭발로 생성된 에너지가 오존을 생성한다는 증거가 나타났다. 프로젝트 책임자들은 오존의 일부 파괴가 발생할 것이며, 이는 폭발로 생성된 오존으로 대체될 것이라고 판단했다. 이 이론이 틀리더라도 오존층에 생성된 구멍은 해를 끼치지 않을 만큼 미미할 것이라는 데 동의했다. 뉴스릴 작전 완료 후, 자연 오존층에 해를 끼쳤다는 증거는 거의 없는 것으로 결정되었다.

### 유카
유카는 하드택 I 작전 중 수행된 첫 번째 고고도 실험으로 1958년 4월 28일에 폭발했다. 풍선에 의해 86,000 피트 (26.2 km) 고도로 상승했으며, 위력은 1.7 TNT 킬로톤 (7.1 TJ)였다.(p. 2)(p. 251) 필요한 고도에 도달하기 위해 장치는 대형 헬륨 풍선에 부착되어 폭발 고도까지 운반되었다. 에네웨타크 섬의 강풍 문제로 인해 지상에서의 풍선 발사가 만족스럽지 않아 새로운 방법이 필요했다. 풍선은 항공모함에서 배치되어 배치 및 팽창에 도움이 되었다. 풍선이 팽창하는 동안 바람의 힘을 너무 많이 받으면 풍선의 플라스틱 재질이 찢어질 수 있었다. 항공모함에서 풍선이 팽창하는 동안, 배는 풍속과 맞서 싸울 수 있었고, 이는 풍선이 정지된 공기에서 팽창할 수 있도록 해주었다. 발사가 성공적인지 확인하기 위해 86개의 풍선 발사가 테스트되었다.(p. 252)
실패에 대한 우려 때문에 많은 안전 조치가 취해졌다. 지상에 있는 동안 폭탄은 이륙 전에 특정 안전 기능이 작동하지 않도록 여러 핀을 사용했다. 그중 한 핀은 전기 시스템을 중단시켜 폭탄이 무장되지 않도록 하는 데 사용되었다. 불발탄의 경우, 폭탄은 풍선에서 분리되어 바다로 떨어지도록 허용되었고, 그곳에서 더 많은 안전 기능이 작동했다. 이러한 기능 중 일부는 전도성 해수가 단락을 일으켜 폭탄을 폭파시키지 않도록 전기 시스템을 파괴하는 바닷물을 감지할 수 있는 프로브를 포함했다. 또 다른 우려는 오발이 발생할 경우 핵 장치가 바다에 떠다니는 것이었다. 이를 해결하기 위해 몇 시간 안에 용해되어 장치를 침몰시키는 삽입물이 만들어졌다.(pp. 253–254)
발사 당일에는 많은 기상학적 측면이 고려되었고 폭탄이 정확한 고도에 도달하도록 계산이 수행되었다. 폭탄은 항공모함에 실렸고 준비가 시작되었다. 풍선이 팽창하는 동안 여러 테스트 장치가 풍선에 연결되었다. 이 장치에서 얻은 판독값은 여러 선박과 항공기로 전송되어 폭발 후 회수할 필요가 없도록 했다. 모든 준비가 완료되고 풍선이 팽창한 후, 장치는 방출되어 상승하기 시작했다. 거의 3시간 반 동안 상승한 후 폭탄은 26.2 킬로미터 (16.3 mi) 고도에서 폭파되었다. 유카를 운반한 항공모함은 폭발 지점에서 약 4 킬로미터 (2.5 mi) 떨어져 있었다. 유카의 충격파는 폭발 후 3분 16초 만에 항공모함에 도달했다.(pp. 255–257)
유카 실험에는 연구 목적으로 여러 미국 국방부 프로젝트가 부착되었다. 풍선 운반선의 사용을 테스트하는 것과 함께 국방부는 핵폭발에서 방출되는 전자기파를 연구하기를 원했다. 이 실험은 핵폭발이 전자 장치에 미치는 영향을 결정하는 데 사용될 것이다. 이러한 국방부 프로젝트의 모든 데이터는 주변 섬과 항공기의 기록 장치에 저장되어 실험 후 데이터를 회수할 필요가 없도록 했다.(pp. 253–254) 그러나 유카는 연구를 돕기 위해 캔스터에 다섯 가지 다른 송신 장치를 싣고 있었다. 풍선은 큰 성공을 거두었지만, 한 항공모함의 장비 문제로 인해 캔스터의 데이터를 검색할 수 없었다.(p. 201)

### 티크
티크 실험은 1958년 7월 31일 존스턴 섬에서 발사되었으며, 3.8 TNT 메가톤 (16 PJ)의 폭탄을 실었다.(p. 3)(p. 251) 티크는 유카의 성공 이후 두 번째 고고도 실험이었다. 풍선 대신 티크 실험의 탄두는 레드스톤 미사일에 의해 운반될 것이었다. 개조된 레드스톤 미사일은 같은 해 1월 익스플로러 1호를 발사하는 데 사용되었다.(pp. 256–257) 다른 핵무기들이 레드스톤 미사일을 사용하여 실험되었지만, 이때까지 폭파된 가장 높은 폭탄은 티팟 작전 중의 3 TNT 킬로톤 (13 TJ)였다.(p. 218) 티크는 메가톤 범위의 폭탄을 가진 최초의 고고도 실험이 될 것이었다. 실험은 비키니 환초에서 진행될 예정이었다. 티크와 오렌지의 폭탄이 이전 고고도 폭발보다 훨씬 크기 때문에, 인근 원주민들을 망막 손상으로부터 보호하기 위해 실험은 존스턴 섬으로 옮겨졌다. 티크와 오렌지 모두 재배치되었기 때문에 이 두 실험은 뉴스릴 작전이라고 명명되었다. 뉴스릴이라는 이름은 이 두 실험이 존스턴 섬으로 이동하고 있다는 사실에서 유래했다.(p. 259)
관련 팀이 취한 안전 예방 조치는 정밀하게 상세화되었다. 발사 전날 187명의 팀원이 존스턴 섬을 대피하고, 실험 당일 727명의 남성이 대피할 예정이었다. 이는 비행장과 중요한 데이터 장비를 계속 운영할 수 있도록 섬에 최소한의 인원만 남기기 위함이었다. 팀원들이 우려했던 또 다른 문제는 망막 손상 문제였다. 폭탄의 위력이 너무 크기 때문에 항공기는 모든 민간 선박이 존스턴 섬 반경 760 킬로미터 (470 mi) 밖으로 나가도록 계획되었다. 또한 민간항공청은 존스턴 섬 반경 965 킬로미터 (600 mi) 내에서 항공기가 비행하는 것이 위험하다고 통보받았다. 실험 당일에는 티크 발사를 준비하고 필요한 다른 다양한 임무를 수행하기 위해 약 175명의 인원만이 존스턴 섬에 남아있었다.(pp. 262–263)
7월 31일 오후 11시 47분, 티크가 발사되었다. 3분 후 폭파되었다. 프로그래밍 문제로 인해 탄두는 존스턴 섬 바로 위에서 폭파되었다.(p. 219) 폭파 시 로켓은 76.2 킬로미터 (47.3 mi) 고도로 비행했다. 폭발은 1,297 킬로미터 (806 mi) 떨어진 하와이에서도 볼 수 있었고, 거의 30분 동안 볼 수 있었다고 한다. 폭발 후, 태평양 전역에서 고주파 장거리 통신이 중단되었다. 이 통신 장애로 인해 존스턴 섬은 폭파 후 약 8시간이 지나서야 상급자에게 실험 결과를 보고할 수 없었다. 폭파 후 30분 만에 탄두를 운반하는 미사일에서 분리된 포드를 회수하기 위해 승무원이 파견되었다. 포드는 방사선 조사되었고, 이를 다루기 위해 승무원은 베타선으로부터 자신을 보호하기 위해 일회용 장갑을 사용했다.(pp. 265–270)
티크 실험 중 존스턴 섬 안팎의 모든 승무원에게는 폭발로 인한 섬광 실명을 방지하기 위한 보호 안경이 제공되었다. 폭발 후, 실명 위험 외에도 76 킬로미터 (47 mi) 고도에서도 열복사가 또 다른 우려 사항임이 밝혀졌다. 당시 존스턴 섬에 있던 한 승무원은 섬에 도달한 열복사량으로 인해 약간의 일광 화상을 입었다고 한다. 승무원에게는 약간이었지만, 현지 동물들에게는 문제가 발생했다. 존스턴 섬에서 많은 새들이 고통스러워하는 모습이 목격되었다. 이것이 실명으로 인한 것인지 열복사로 인한 것인지 확실하지 않았지만, 프로젝트 참가자들은 오렌지 실험 중에 현지 야생동물을 보호하기 위한 예방 조치를 취하기로 결정했다.

### 오렌지
오렌지는 티크 발사 12일 후인 1958년 8월 11일에 발사되었다.(p. 251) 오렌지는 티크와 마찬가지로 레드스톤 미사일을 사용하여 발사되었고 위력은 3.8 TNT 메가톤 (16 PJ)였다.(p. 3)(p. 271) 티크 발사에 사용된 것과 동일한 안전 예방 조치가 오렌지 발사에도 적용되었다. 티크 발사의 대피가 얼마나 순조롭게 진행되었는지 확인한 결과, 대피는 발사 전날에 발생할 필요가 없다고 결정되었고, 808명의 인원이 8월 11일에 섬에서 북동쪽으로 약 70 킬로미터 (43 mi) 떨어진 항공모함으로 대피했다. 프로젝트 팀을 위한 보호와 함께, 티크 발사 후 현지 조류 보호구역인 샌드 아일랜드도 폭발로부터 보호해야 한다고 결정되었다. 대부분의 야생동물이 안전한지 확인하기 위해 샌드 아일랜드 위에 연막이 만들어졌다. 하와이의 관심으로 인해 8월 11일 오후 10시부터 오전 6시 사이에 핵실험이 있을 것이라고 발표되었다.(p. 271)
탄두를 실은 로켓은 존스턴 섬에서 11시 27분에 발사되어 남쪽으로 이동했다. 티크와 마찬가지로 비행은 3분 동안 지속되었고, 11시 30분에 존스턴 섬 남쪽 약 41 킬로미터 (25 mi) 지점, 고도 약 43 킬로미터 (27 mi)에서 폭파되었다.(p. 271) 오렌지의 궤적은 티크가 섬 바로 위에서 폭파된 사건 이후 큰 성공이었다.(p. 219) 오렌지와 함께 발사된 포드를 회수하는 팀은 로켓과 함께 발사된 연구 포드를 찾을 수 없었다. 오렌지는 하와이에서 볼 수 있었지만, 티크만큼 대단한 광경은 아니었다. 폭발의 빛은 약 5분 동안 보였다. 폭발은 또한 존스턴 섬의 승무원에게 구름 때문에 약간 가려졌다. 오렌지 폭발은 티크가 일으킨 큰 통신 중단을 일으키지 않았지만, 하와이행 일부 상업용 항공편은 짧은 시간 동안 항공 교통 관제사와 연락이 두절되었다고 한다.(p. 271)

## 지표면 실험
하드택 I 작전의 35번의 핵실험 중 네 번은 지표면 폭발 실험이었다: 칵투스, 코아, 퀸스, 그리고 피그. 이 실험들은 1958년 5월부터 8월까지 모두 에네웨타크 환초에서 진행되었다. 지표면 실험은 본질적으로 고고도 또는 수중 폭발보다 더 많은 방사능 노출 문제를 야기할 가능성이 있다. 이는 지구 표면에 근접하기 때문에 과잉 중성자에 의해 더 많은 물질이 방사성 잔해로 변환될 수 있고, 이러한 폭발로 생성된 분화구에서 발굴된 토양 및 기타 광물 때문이기도 하다. 이러한 추가 물질의 존재는 더 큰 방사성 입자가 생성되어 폭발 구름으로 떠오르고, 낙진으로 다시 지표면으로 떨어지게 한다.(p. 28) 지표면 및 근접 지표면 실험은 방사능 노출 문제의 확률이 높지만, 방사성 원소는 대기 중에 주입될 때 체류 시간이 훨씬 짧다. 지표면 유형 실험의 방사능 구름은 최대 약 20 킬로미터 (12 mi) 높이에 도달하며, 따라서 하부 성층권 이상으로 확장될 수 없으므로, 체류 시간은 고고도 폭발보다 최대 13년 더 짧을 수 있다.:38 1954년 초기 개념 계획에서 에네웨타크는 하드택 I 작전 중 수행될 소규모 실험의 장소로 예정되어 있었다. 1958년 악천후 및 정책 변경으로 인해 비키니 환초에서 수행될 예정이었던 UCRL 실험 중 다섯 개가 에네웨타크로 옮겨졌다. 여기에는 퀸스 및 피그 실험의 후반 두 지표면 폭발 장치가 포함되었다.(pp. 149–187)

### 칵투스

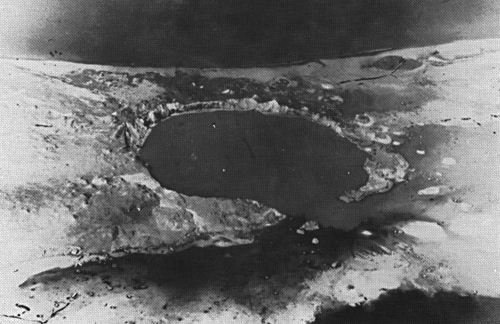
루니트 섬에 있는 하드택 I 칵투스 폭발 분화구

칵투스 실험은 1958년 5월 6일 약 06시 15분에 진행되었다. 하드택 I 작전의 35번의 실험 중 두 번째로, 에네웨타크의 루니트 북쪽 끝에 있는 플랫폼에서 18 TNT 킬로톤 (75 TJ)의 지표면형 폭발이 일어났다.(p. 2) 폭발로 인한 초기 구름은 처음 10분 이내에 19,000 피트 (5.79 km)까지 도달했으며, 폭발 후 20분에는 약 15,000 피트 (4.57 km)에서 안정되었다. 핵 낙진 예측 지도는 결과적인 낙진의 범위와 강도를 정확하게 예측하는 데 입증되었다.(pp. 149–187) 낙진의 측정된 최대 강도는 폭발 지점 바로 위 환초 북쪽 끝에서 3시간째에 440 R에 도달했다. 섬 중앙에서는 방사능이 1.7 R로 측정되었다. 남쪽 끝은 동풍으로 인해 매우 적은 양의 방사능인 0.005 R를 받았다.
명시된 8개 프로그램 중, 국방부 관련 프로젝트 1.4, 1.7, 1.8, 1.9, 1.12, 2.8, 3.2, 5.2, 5.3, 6.4, 6.5, 6.6은 칵투스 실험에 참여했다.(p. 149–187)
이 실험의 목표 중 하나는 프로젝트 1.4와 관련된 폭발 전후의 분화구 및 주변 지역의 물리적 특성을 연구하는 것이었다. RB-50 항공기에 카메라를 장착하고 사진측량법을 사용하여 결과적인 분화구를 지도로 만들었다. 폭발 전후 모두 500 피트 (152 m)부터 지표면까지 측정이 이루어졌다. 칵투스 실험의 측량은 결과적인 방사능 양이 안전한 수준으로 낮아질 때까지는 이루어질 수 없었다.(pp. 114–138) 사진측량 방사 측정과 함께, 프로젝트 1.7에 따라 칵투스의 지표면 근처에서 공중폭발 측정 또한 기록되었다. 프로젝트 1.8과 유사하게, 프로젝트 1.9는 지면 토양을 통한 폭발 압력의 전달을 결정하고자 했다. 칵투스 폭발 지점에서 600 피트 (180 m) 떨어진 다양한 깊이에 43개의 드럼이 묻혔다. 공군 탄도미사일사단—TRW 우주 기술 연구소의 개개인들은 프로젝트 1.12의 충격 스펙트럼 연구를 수행하고자 했다. 측정 게이지는 폭발 지점에서 625 and 965 피트 (191 and 294 m) 사이에 위치했다. 폭발 후 항공기에 의해 낙진 측정 및 샘플이 채취되었으며, 이는 프로젝트 2.8의 일부였다. 이 조사는 특정 방사성 핵종이 전체 핵 낙진에 미치는 영향을 결정하기 위해 부분적으로 설계되었다. UCRL이라는 새로운 로켓 샘플러를 사용하여 폭발 직후 샘플이 채취되었고, 이어서 B-57D 및 WB-50 항공기가 사용되었다. 폭발 후 4시간에서 24시간 사이에 WB-50은 1,000 피트 (300 m) 고도에서 여러 샘플을 수집했다. 프로젝트 3.2는 주름진 강철 아치의 구조적 실험을 포함했다. 이 아치 중 하나는 칵투스 폭발 지점에서 980 피트 (300 m) 떨어져 설치되었다. 실험 8일 후, 13명의 승무원이 아치를 추출하기 위해 지표면 근처로 진입하는 것이 허용되었다. 추출은 약 12시간이 걸렸으며, 이 시간 동안 방사능 수준은 최대 0.420 R/hr에 도달했다. 프로젝트 5.2는 두 대의 A4D-1 항공기에 대한 폭발의 영향을 열복사 및 압력 측면에서 결정하고자 했다. 각 항공기에는 9개의 필름 배지가 배치되어 방사선을 측정했다. 항공기 827의 조종사가 착용한 감마 방사선량계는 0.105 rem의 중성자 노출 수준을 나타냈다. 항공기 831의 조종사가 착용한 방사선량계에 대한 정보는 없다. 9개의 필름 배지 중 6개에서 기록된 방사선은 0.49 R-1.74 R 범위였다. 나머지 3개의 필름 배지(조종사의 오른쪽 다리, 왼쪽 소매, 왼쪽 조끼에 위치)의 정보는 없다. 조종사의 노출은 모두 3 R보다 컸다. 프로젝트 5.3은 5.2와 매우 유사했으며, 두 대의 실험용 FJ-4 항공기 구조에 대한 폭발의 영향에 초점을 맞췄다. 항공기 467의 필름 배지에서 얻은 방사선은 0.52 R-3.71 R 범위였고, 항공기 310의 경우 1.23 R-5.06 R 범위였다. 프로젝트 6.4에서 육군 신호 연구 개발 연구소(SRDL)는 폭발 후 전자기 펄스를 조사했으며, 두 가지 기기를 사용했다. 하나는 워토 (에네웨타크에서 약 240 해리 (280 mi; 440 km) 떨어진 곳)에, 다른 하나는 쿠사에 (에네웨타크에서 약 440 해리 (510 mi; 810 km) 떨어진 곳)에 위치했다. 칵투스가 화구에서 레이더 반향을 연구하는 것이 목표였던 프로젝트 6.5에 언급되어 있지만, 어떤 구축함이 관련되었는지는 명확하지 않다. 티크, 퍼, 유카 실험에 대한 구축함은 명시적으로 언급되어 있다. 칵투스 실험과 관련된 마지막 프로젝트인 프로젝트 6.6은 폭발 후 안정화된 방사성 구름의 물리적 특성을 측정하는 것을 목표로 했다.(pp. 114–138)

### 코아
5월 13일 06시 30분, 코아 지표 장치가 드라이드릴브위 서쪽에서 폭파되었다. 폭발의 규모는 1.37 TNT 메가톤 (5.7 PJ)로, 이전 지표 실험인 칵투스의 위력보다 약 76배 컸다. 실험은 대형 수조에서 진행되었다. 폭발 후 17분 이내에 지표 구름은 약 60,000 피트 (18 km)에 도달했다. 코아의 낙진 예측은 칵투스보다 더 넓은 범위를 포괄했으며, 폭발 지점 주변의 방사능 수준은 훨씬 더 높았는데, 이는 한 자릿수 더 큰 수치였다.(p. 44) 2년 전인 1956년, 드라이드릴브위 섬 근처에서 1.85 TNT 메가톤 (7.7 PJ)의 더 큰 아파치 실험이 바지선에서 폭파되었을 때 섬은 살아남았다. 그러나 코아 장치의 폭파는 섬을 완전히 파괴했다.(p. 44)
미국 국방부 (DOD)는 코아에 대한 일련의 실험을 후원했다: 프로젝트 1.4, 1.7, 1.8, 1.9, 1.12, 2.9, 3.2, 3.6, 5.1, 5.3, 6.4, 6.5, 6.6, 6.9, 6.11.(pp. 149–187) 여러 번의 폭발 후 지상 분화구를 연구하는 프로젝트 1.4는 지표면부터 2,500 피트 (760 m)까지 지상 측량을 수행했다. 방사능 수준 때문에 폭발 후 4일이 지나서야 상세한 측정이 가능했다. 보트를 사용하여 분화구 대부분을 매핑했지만, 코아 폭발 지점 주변의 방사능 수준 때문에 1959년까지 일부 측정이 불가능했다. 프로젝트 1.9에서는 토양을 통한 폭발 유도 압력이 0 to 20 피트 (0.0 to 6.1 m) 깊이와 코아 폭발 지점에서 약 3,000 피트 (910 m) 떨어진 곳에 43개의 드럼을 묻어 측정되었다. 일반적으로 UCRL 로켓 샘플러를 사용하여 프로젝트 2.8의 일부로 폭발 후 수집되는 초기 방사성 구름 샘플은 기술적인 문제로 인해 코아 실험 후 수집되지 않았다. B-57D 및 WB-50 항공기를 사용하여 고고도 및 저고도에서의 낙진은 기술적인 문제 없이 측정되었다. 코아에서만 수행된 프로젝트 3.6은 지표면 근처에 묻힌 철근 콘크리트 슬래브에 대한 폭발의 영향을 테스트했다. 한 지점은 폭발 지점에서 1,830 피트 (560 m) 떨어진 곳에 위치했고, 다른 한 지점은 3,100 피트 (940 m) 떨어져 있었다. 프로젝트 5.2는 항공기의 다른 부분과 조종사에게 직접 부착된 필름 배지를 사용하여 방사능 수준을 측정하도록 설계되었다. 코아는 이 프로젝트의 8개 폭발 중 가장 낮은 평균 방사능 측정값을 보였으며, 항공기 827은 0.01-0.02R 범위였고, 항공기 831은 0.03-0.19R 범위의 수준을 보고했다. 칵투스 실험과 달리 두 항공기의 9개 필름 배지 모두 성공적으로 회수되어 보고되었다.(pp. 114–138)

### 퀸스 및 피그
퀸스와 피그는 8월 초 루니트 중앙에서 발생한 일련의 지표 폭발 실험이었다. 이들은 에네웨타크 환초에서 수행된 마지막 하드택 실험이었다. 퀸스는 1958년 8월 6일 오후 2시 15분에 폭파되었다. 12일 후, 피그 장치는 1958년 8월 18일 오후 4시에 폭파되었다. 퀸스와 피그는 국방부와 AEC의 공동 후원을 받은 UCRL 장치였지만, 이 실험의 주요 초점은 무기 개발이었다. 이 두 실험의 주요 차이점 중 하나는 네바다 핵 실험장에서 130톤 이상의 흙이 운반되어 피그 실험의 지표면에 놓였다는 점이었다. 퀸스 폭발로 인한 방사능 구름은 1,500 피트 (460 m)까지 상승했다. 루니트가 피그 폭발 장소로도 사용될 예정이었기 때문에 퀸스 실험 후 해당 지역은 제염되어야 했다. 지표면에서 바람이 불어오는 방향으로 75 by 25 피트 (22.9 by 7.6 m) 면적에서 약 3 to 5 인치 (76 to 127 mm)의 오염된 상층 흙이 제거되었다. 폭발 지점의 60 제곱피트 (5.6 m2) 면적에서도 상위 3인치의 흙을 제거하기 위해 긁어냈다. 이러한 예방 조치에도 불구하고, 측정된 알파 활성도는 약 20,000 분당 계수 (CPM)였으며, 지표면에 가장 가까운 지역은 인원 접근을 막기 위해 밧줄로 막혔다. 폭발 시, 피그 장치에 의해 생성된 버섯구름은 약 6,000 피트 (1.8 km)까지 상승했으며, 바닥은 약 4,300 피트 (1.3 km)였다. 폭발 후 30분, 폭발 지점의 방사능 측정값은 10,000 R/hr를 초과했다.(pp. 219–222)
퀸스와 피그에 대한 국방부 실험에는 프로젝트 1.4, 1.7, 2.4, 2.9, 2.10, 2.11, 2.14, 그리고 8.7이 포함되었다.(pp. 219–222)

## 바지선 실험
바지선에 장착된 실험 폭발은 1954년에 처음 사용된 기술이었으며, 토지 부족 문제도 해결했다. 실험이 비키니 환초로 돌아왔을 때, 바지선을 발사 지점으로 사용하는 것이 시작되었는데, 한 가지 주목할 만한 장점은 방사성 지표면 제로 지대가 발생하지 않았다는 점이다. 1954년에 두 개의 큰 수중 분화구가 형성되었으며, 이들은 바지선에서 발사되는 폭발의 후속 지표면 제로 지점으로 사용되었다. 이를 통해 사용 가능한 토지 면적을 측정 장비 배치에 활용하고, 방사능 냉각을 위한 자연적 감쇠 또는 비용이 많이 들고 긴 제염 절차 없이 동일한 폭발 지점을 재사용할 수 있었다. 제로 지점의 재사용은 또한 여러 실험에 대한 장비 위치 및 기록 쉘터를 재사용할 수 있게 하여 건설 비용과 시간을 절약하고 실험 일정 유연성을 높였다. HARDTACK에서는 26개의 바지선 실험이 단 5개의 폭발 구역만을 사용했다.

### 퍼
FIR은 낙진, 지표 방사능 제외 (radex) 구역, 선박 위치, 항공기 참여를 예측했다. FIR은 하드택 시리즈의 첫 번째 비키니 폭발이었다. 1958년 5월 12일 05시 50분에 폭파되었다. FIR은 브라보 분화구의 바지선에서 폭파되었으며, 1.36 TNT 메가톤 (5.7 PJ)의 위력 범위를 생성했다. 폭발 후 구름은 60,000 to 90,000 피트 (18.3–27.4 km)까지 상승했다. FIR 폭발 직후 25분 뒤 에네웨타크에서 버터넛 폭발이 이어졌다. 국방부 후원 FIR 실험에는 프로젝트 3.7, 5.1, 6.4, 6.5, 6.6, 6.11이 포함되었다.(p. 2)(p. 152)

### 버터넛
버터넛은 낙진, 지표 방사능 제한 구역(radex), 선박 위치 및 항공기 참여를 예측했다. 버터넛은 1958년 5월 12일 06시 15분에 폭파되었으며, 에네웨타크에서 FIR이 폭파된 지 25분 후였다. 버터넛은 루니트 돔 서쪽 4,000 피트 (1.22 km) 지점의 바지선에서 폭파되었고, 81 TNT 킬로톤 (340 TJ)의 위력 범위를 생성했다. 구름은 35,000 피트 (11 km)까지 상승하여 30,000 피트 (9.1 km)에서 안정화되었다. 버터넛에 대한 국방부 후원 실험은 프로젝트 5.1, 5.2, 5.3, 6.5, 6.6, 6.9였다.(p. 2)(p. 152)

### 홀리
홀리는 낙진, 지표 방사선 제외 (radex) 구역, 선박 위치, 항공기 참여를 예측했다. 홀리는 1958년 5월 21일 06시 30분에 루니트 서쪽, 섬 가장자리에서 4,000 피트 (1.22 km) 떨어진 바지선에서 폭파되었으며, 5.9 TNT 킬로톤 (25 TJ)의 위력 범위를 생성했다. 폭발은 15,000 피트 (4.6 km)의 구름을 생성했으며, 구름의 정상은 12,000 피트 (3.7 km)에서 안정화되었고, 기저부는 7,500 피트 (2.3 km)에서 안정화되었다. 홀리에 대한 유일한 국방부 후원 실험인 프로젝트 6.6은 에네웨타크 섬에서 수행되었다.(p. 2)(p. 192)

### 너트메그
너트메그는 낙진, 지표 방사능 제외 구역(radex), 선박 위치, 항공기 참여를 예측했다. 두 번째 비키니 환초 폭발인 너트메그는 1958년 5월 22일 09시 20분에 폭파되었다. 너트메그는 ZUNI 분화구의 바지선에서 폭파되었으며, 25.1 TNT 킬로톤 (105 TJ)의 위력 범위를 생성했다. 폭발 구름은 09시 26분까지 20,000 피트 (6.1 km)에서 안정화되었다. 너트메그에 대한 국방부 후원 실험은 프로젝트 6.3, 6.3a, 6.4, 6.5, 6.6, 6.11이었다. 프로젝트 6.3과 6.3a는 에네만 섬의 폭발 지점 근처에 관측소를 설치했다.(p. 2)(p. 156)

### 옐로우우드
옐로우우드는 낙진, 지표 방사능(radix) 제외 구역, 그리고 선박 위치를 예측했다. 옐로우우드는 1958년 5월 26일 14시에 폭파되었다. 옐로우우드는 엔제비 남서쪽 5,000 피트 (1.5 km) 지점의 바지선에서 폭파되었고, 330 TNT 킬로톤 (1,400 TJ)의 위력 범위를 생성했다. 국방부는 옐로우우드에 대해 13가지 실험을 후원했다: 프로젝트 2.4, 2.8, 3.7, 5.1, 5.2, 5.3, 6.4, 6.5, 6.6, 6.8, 6.9, 6.11, 8.1. 프로젝트 2.4의 장비 스테이션은 라군의 부표에 위치했다. 나머지 프로젝트들은 더 먼 스테이션을 가지고 있거나 주로 공중에서 진행되었다.(p. 2)(pp. 193–195)

### 매그놀리아
낙진, 지표 방사능 제외(radix) 구역, 선박 위치, 항공기 참여를 예측했다. 매그놀리아는 1958년 5월 27일 06시에 폭파되었다. 매그놀리아는 루니트 중심부에서 남서쪽으로 3,000 피트 (914 m) 떨어진 바지선에서 폭파되었고, 57 TNT 킬로톤 (240 TJ)의 위력 범위를 생성했다. 폭발은 44,000-피트 (13.4 km)의 구름을 생성했으며, 이 구름은 41,000 피트 (12.5 km)에서 안정화되었고, 기저부는 15,000 피트 (4.6 km)였다. 매그놀리아에 대한 국방부 후원 실험은 프로젝트 3.7, 5.2, 5.3이었다. 프로젝트 3.7의 장비는 보켄, 엔제비, 루니트에 있었다.(p. 2)(p. 197)

### 토바코
토바코는 낙진, 지표 방사능 제외(radix) 구역, 선박 위치, 항공기 참여를 예측했다. 토바코는 1958년 5월 30일 14시 15분에 폭파되었다. 토바코는 엔제비 북서쪽 3,000 피트 (914 m) 지점의 바지선에서 폭파되었고, 11.6 TNT 킬로톤 (49 TJ)의 위력 범위를 생성했다. 폭발은 18,000-피트 (5.5 km)의 구름을 생성했으며, 이 구름은 14시 30분까지 16,000 피트 (4.9 km)에서 안정화되었다. 토바코에 대한 국방부 후원 실험은 프로젝트 3.7, 5.1, 5.2, 5.3, 6.8이었다. 프로젝트 3.7의 활동은 보켄, 엔제비, 루니트에서 이루어졌다. 프로젝트 6.8은 에네웨타크와 패리 섬에서 떨어진 관측소에서 토바코를 단순히 모니터링했다.(p. 2)(p. 199)

### 시카모어
시카모어는 낙진, 지표 방사능 제외(radex) 구역, 선박 위치 및 항공기 참여를 예측했다. 시카모어는 1958년 5월 31일 15시에 폭파되었다. 시카모어는 브라보 분화구에 계류된 바지선에서 폭파되었고, 92 TNT 킬로톤 (380 TJ)의 위력 범위를 생성했다. 시카모어에 대한 국방부 후원 실험은 프로젝트 3.7, 5.1, 6.4, 6.5, 6.6, 6.11이었다. 프로젝트 6.11만이 비키니 환초에 장비 설치 장소를 가지고 있었다.(p. 2)(p. 160)

### 메이플
메이플은 낙진, 지표면 방사능 제외(radex) 구역, 선박 위치, 항공기 참여를 예측했다. 메이플은 1958년 6월 11일 05시 30분에 폭파되었다. 메이플은 로밀릭 바로 남쪽의 바지선에서 폭파되었고, 213 TNT 킬로톤 (890 TJ)의 위력 범위를 생성했다. 폭발로 생성된 40,000 피트 (12.2 km)의 구름은 벤너의 레이더에 의해 추적되었다. 메이플에 대한 국방부 후원 실험은 프로젝트 5.1, 6.3, 6.3a였다. 프로젝트 6.3과 6.3a는 로밀릭에 동일한, 상당히 가까운 지점을 공유했다.(p. 2)(p. 162)

### 애스펀
애스펀은 낙진, 지표 방사능 제외(radex) 구역, 선박 위치, 항공기 참여를 예측했다. 애스펀은 1958년 6월 15일 05시 30분에 폭파되었다. 애스펀은 비키니 환초의 브라보 분화구에 있는 바지선에서 남쪽으로 4,000 ft (1.22 km) 떨어진 나무에서 폭파되었다. 애스펀은 319 TNT 킬로톤 (1,330 TJ)의 위력 범위를 생성했다. 폭발은 벤너의 레이더 측정으로 48,600-피트 (14.8 km)의 구름을 생성했다. 이 폭발에 대해 국방부에서 후원한 실험은 없었다.(p. 2)(p. 154)

### 월넛
월넛은 낙진, 지표면 방사능 제외(radex) 구역, 선박 위치, 항공기 참여를 예측했다. 월넛은 1958년 6월 15일 06시 30분에 폭파되었으며, 비키니에서 애스펀 폭발 1시간 후였다. 월넛은 에네웨타크 환초의 엔제비 섬 남서쪽 5,000 피트 (1.5 km) 지점의 바지선에서 폭파되었다. 폭발은 61,000 피트 (18.6 km)의 구름을 생성했으며, 1.45 TNT 메가톤 (6.1 PJ)의 위력 범위를 생성했다. 월넛에 대한 국방부 후원 실험에는 프로젝트 2.4, 2.8, 3.7, 5.1, 5.2, 5.3, 8.1이 포함되었다.(p. 2)(p. 154)

### 린든
린든은 낙진, 지표면 방사능 제외(radex) 구역, 선박 위치, 항공기 참여를 예측했다. 린든은 1958년 6월 18일 15시에 폭파되었다. 린든은 에네웨타크의 루니트 섬 중앙 서쪽 4,000 ft (1.22 km) 지점의 바지선에서 폭파되었다. 폭발은 20,000-피트 (6.1 km)의 구름을 생성했으며, 7,000-피트 (2.1 km)의 기저부를 가졌고, 11 TNT 킬로톤 (46 TJ)의 위력 범위를 생성했다. 린든 기간 동안 국방부 후원 실험은 없었다.(p. 2)(p. 203)

### 레드우드
레드우드는 낙진, 지표 방사능 제외(radex) 구역, 선박 위치, 항공기 참여를 예측했다. 레드우드는 1958년 6월 28일 05시 30분에 폭파되었다. 레드우드는 비키니 환초의 로밀릭 남쪽 바지선에서 폭파되었다. 레드우드에 이어 한 시간 뒤 에네웨타크 환초에서 엘더 폭발이 이어졌다. 폭발 구름의 바닥은 28,000 피트 (8.5 km)였고, 정상은 55,000 피트 (16.8 km)에서 안정화되었으며, 412 TNT 킬로톤 (1,720 TJ)의 위력 범위를 생성했다. 레드우드에 대한 유일한 국방부 후원 실험은 프로젝트 5.1이었다.(p. 2)(p. 168)

### 엘더
엘더는 낙진, 지표 방사선 제외(radex) 구역, 선박 위치 및 항공기 참여를 예측했다. 엘더는 1958년 6월 28일 06시 30분에 폭파되었다. 엘더는 레드우드(한 시간 일찍 비키니에서 폭파)와 함께 연속 폭발의 두 번째였다. 엘더는 에네웨타크의 엔제비 섬 남동쪽 1 해리 (1.2 mi; 1.9 km) 지점의 바지선에서 폭파되었다. 초기 구름 높이는 65,000 피트 (19.8 km)를 훨씬 넘었고, 880 TNT 킬로톤 (3,700 TJ)의 위력 범위를 생성했다. 엘더에 대한 유일한 국방부 후원 실험은 프로젝트 5.1이었다.(p. 2)(p. 168)

### 오크
오크는 낙진, 지표면 방사능 제외(radex) 구역, 그리고 선박 위치를 예측했다. 에네웨타크 환초에서 가장 큰 폭발 중 하나인 오크는 1958년 6월 29일 07시 30분에 폭파되었다. 오크는 보콜루아 섬 남서쪽 21,000 피트 (6.40 km) 지점의 암초에 계류된 바지선에서 폭파되었다. 정오에는 비키니에서 히코리 폭발이 이어졌다. 구름의 초기 높이는 78,000 피트 (23.8 km)로 추정되었으며, 8.9 TNT 메가톤 (37 PJ)의 위력 범위를 생성했다. 오크에 포함된 두 가지 국방부 후원 실험은 프로젝트 2.8과 5.1이었다.(p. 2)(p. 205)
오크의 예상 위력은 7.5 TNT 메가톤 (31 PJ)였다.

### 히코리
히코리는 낙진, 지표면 방사능 제외(radex) 구역, 선박 위치, 항공기 참여를 예측했다. 히코리는 1958년 6월 29일 12시에 폭파되었다. 히코리는 비키니의 에네마 서쪽 끝에서 바지선에 실려 폭파되었으며, 에네웨타크 환초의 오크 폭발 4시간 30분 후였다. 폭발 구름은 24,200 피트 (7.4 km)까지 상승했으며, 추정된 12,000-피트 (3.7 km)의 바닥을 가졌고, 14 TNT 킬로톤 (59 TJ)의 위력 범위를 생성했다. 프로젝트 6.3과 6.3a가 히코리에 대한 유일한 국방부 후원 실험이었다.(p. 2)(p. 170)

### 세쿼이아
세쿼이아는 낙진, 지표면 방사능 제외(radex) 구역, 선박 위치, 항공기 참여를 예측했다. 세쿼이아는 1958년 7월 2일 06시 30분에 폭파되었다. 세쿼이아는 에네웨타크의 루니트 섬 서북서쪽 2,000 피트 (610 m) 지점의 바지선에서 폭파되었다. 구름은 15,000 피트 (4.57 km)에서 안정화되었고, 52 TNT 킬로톤 (220 TJ)의 위력 범위를 생성했다. 세쿼이아는 국방부 후원 실험이 없었다.(p. 2)(p. 209)

### 시더
시더는 낙진, 지표면 방사선 제외(radex) 구역, 선박 위치 및 항공기 참여를 예측했다. 시더는 1958년 7월 3일 05시 30분에 폭파되었다. 시더는 비키니의 남서쪽 나무에서 4,000 피트 (1.2 km) 떨어진 브라보 분화구의 바지선에서 폭파되었다. 시더 폭발은 50,000-피트 (15.2 km)의 구름을 생성했으며, 220 TNT 킬로톤 (920 TJ)의 위력 범위를 생성했다. 시더에 대한 유일한 국방부 후원 실험은 프로젝트 5.1이었다.(p. 2)(p. 172)

### 도그우드
도그우드는 낙진, 지표면 방사능 제외(radex) 구역, 선박 위치, 항공기 참여를 예측했다. 도그우드는 1958년 7월 6일 06시 30분에 폭파되었다. 도그우드는 에네웨타크의 엔제비 남서쪽, 섬 가장자리에서 4,000 피트 (1.22 km) 떨어진 바지선에서 폭파되었다. 구름은 58,000 피트 (17.7 km)까지 상승했으며, 54,000 피트 (16.5 km)에서 안정화되었고, 35,000-피트 (10.7 km)의 바닥을 가졌으며, 397 TNT 킬로톤 (1,660 TJ)의 위력 범위를 생성했다. 도그우드에 대한 유일한 국방부 후원 실험은 프로젝트 5.1이었다.(p. 2)(p. 211)

### 포플러
포플러는 낙진, 지표 방사능 제외(radex) 구역, 선박 위치, 항공기 참여를 예측했다. 포플러는 1958년 7월 12일 15시 30분에 폭파되었다. 포플러는 비키니 환초의 남서쪽 나무에서 바지선에 실려 폭파되었다. 폭발 구름은 추적 레이더 한계인 61,000 피트 (18.6 km)를 빠르게 넘어섰고, 15시 40분에 기저부는 42,000 피트 (12.8 km)에서 형성되었으며, 9.3 TNT 메가톤 (39 PJ)의 위력 범위를 생성했다. 포플러에 대한 유일한 국방부 후원 실험은 프로젝트 3.7이었다.(p. 2)(p. 176)

### 스카에볼라
스카에볼라는 낙진, 지표 방사선 제외(radex) 구역, 선박 위치, 항공기 참여를 예측했다. 스카에볼라는 1958년 7월 14일 16시에 폭파되었다. 스카에볼라는 에네웨타크의 루니트 섬 서쪽 바지선에서 폭파되었다. 위력은 낮았고 폭발은 폭파 바지선을 파괴하지 않고 손상만 입혔으며, 0 TNT 킬로톤 (0 TJ)의 위력 범위를 생성했다. 스카에볼라에 대한 국방부 후원 실험은 예정되어 있지 않았다.(p. 2)(p. 213)

### 피소니아
피소니아는 낙진, 지표 방사능 제외(radex) 구역, 선박 위치, 항공기 참여를 예측했다. 피소니아는 1958년 7월 18일 11시에 폭파되었다. 피소니아는 에네웨타크 환초의 루니트 섬 서쪽 10,000 피트 (3.05 km) 지점의 바지선에서 폭파되었다. 구름은 즉시 55,000 피트 (16.8 km)까지 상승했으며, 255 TNT 킬로톤 (1,070 TJ)의 위력 범위를 생성했다. 피소니아에 대한 국방부 후원 실험은 예정되어 있지 않았다.(p. 2)(p. 215)

### 주니퍼
주니퍼는 낙진, 지표 방사능 제외(radex) 구역, 선박 위치, 항공기 참여를 예측했다. 비키니에서 일어난 마지막 핵 폭발인 주니퍼는 1958년 7월 22일 16시 20분에 폭파되었다. 주니퍼는 비키니의 레드윙 주니 분화구에 있는 에네만 서쪽 끝에서 4,000 피트 (1.22 km) 떨어진 바지선에서 폭파되었다. 폭발 구름은 40,000 피트 (12.2 km)까지 상승했으며, 추정된 24,000-피트 (7.32 km)의 바닥을 가졌고, 65 TNT 킬로톤 (270 TJ)의 위력 범위를 생성했다. 주니퍼에 대한 국방부 후원 실험은 예정되어 있지 않았다.(p. 2)(p. 180)

### 올리브
올리브는 낙진, 지표면 방사선 제외(radex) 구역, 선박 위치 및 항공기 참여를 예측했다. 올리브는 1958년 7월 23일 08시 30분에 폭파되었다. 올리브는 에네웨타크 환초의 엔제비 섬 남서쪽, 에네웨타크의 가장 가까운 육지에서 4,000 피트 (1.22 km) 떨어진 바지선에서 폭파되었다. 구름은 50,000 피트 (15.2 km)까지 상승했으며, 추정된 15,000-피트 (4.57 km)의 바닥을 가졌고, 202 TNT 킬로톤 (850 TJ)의 위력 범위를 생성했다. 올리브에 대한 국방부 후원 실험은 예정되어 있지 않았다.(p. 2)(p. 217)

### 파인
파인은 낙진, 지표면 방사능 제외(radex) 구역, 선박 위치, 항공기 참여를 예측했다. 파인은 1958년 7월 27일 08시 30분에 폭파되었다. 파인은 엔제비 섬 남서쪽, 가장 가까운 육지에서 8,500 피트 (1.40 nmi; 1.61 mi; 2.6 km) 떨어진 에네웨타크의 바지선에서 폭파되었다. 구름은 레이더 측정으로 66,000 피트 (20.1 km)까지 빠르게 상승했으며, 추정된 38,000-피트 (11.6 km)의 바닥을 가졌고, 2 TNT 메가톤 (8.4 PJ)의 위력 범위를 생성했다. 파인에 대한 국방부 후원 실험은 예정되어 있지 않았다.(p. 3)(p. 220)

## 수중 실험
수중 실험은 해군 함정과 재료에 대한 손상을 평가하기 위해 수행되었다. 이 실험의 위치는 해저의 균일성 때문에 에네웨타크로 결정되었다. 이는 표적 함정의 적절한 계류가 해저에 고정될 수 있도록 하는 실험에 중요했다. 수중 폭발은 폭발의 소모된 에너지로 인해 거품을 생성한다. 이 거품은 폭발의 열을 직접 흡수하는 물의 기화 때문에 발생한다. 이 거품은 분산되는 에너지의 양과 핵 장치의 깊이에 따라 표면을 깨뜨릴 수 있다. 거품은 많은 양의 물을 이동시키며, 에너지가 모두 소모된 후 거품 속으로 다시 붕괴된다. 공동 속으로 붕괴되는 물은 "방사능 웅덩이"라고 불리며 방사능 물질의 농도가 가장 높다.(pp. 28–29)
두 번의 수중 폭발을 테스트하기 위해 여러 가지 프로젝트가 마련되었다. 파도 생성, 유체 역학 변수, 그리고 방출된 에너지는 모두 여러 센서를 사용하여 연구되었다. 이 센서들은 표적 함정 및 부유 풍선과 같은 여러 영역에 배치되었다. 각 핵 폭발 후 해양학, 지진학 및 수로학 조사가 완료되었다. 핵 폭발을 사용하여 지뢰밭을 제거하는 프로젝트는 엄브렐러 폭발을 사용하여 연구되었다. 1,500 to 8,000 피트 (460 to 2,440 m) 범위의 다른 거리에 120개의 불활성 지뢰가 배치되었다. 이 지뢰들은 각 간격에서 폭발의 영향을 연구하기 위해 물에서 건져졌다.(p. 111–149)

### 방사능 준비
수중 실험의 또 다른 이유는 수중 핵폭발 후 선박의 방사능 오염을 감지하는 것이었다. 이는 오염된 선박이 데이터를 신속하게 파악할 수 있도록 고유한 "방사능 안전" 준비를 필요로 한다는 것을 의미했다. 손상 및 방사능 데이터가 기록된 후, 수리를 완료하기 전에 선박의 제염 작업이 완료되어야 했다. 200명의 사병과 1명의 장교로 구성된 방사능 및 제염 부대는 제염 임무를 위해 창설되었다.(p. 70–86) 제염 후, 표적 선박은 두 번째 수중 핵무기 실험에 사용하기 위해 수리되었다. 승무원의 안전을 위해 방사능 노출량이 논의되었다. 핵 실험에 참여하는 부대에 영향을 미치는 감마선을 측정하기 위해 뢴트겐 (단위) (1 R = 연조직에서 약 0.01 Gy)가 사용되었다.
수중 실험 승무원의 경우, 폭발당 5 R와 작전당 10 R가 노출 한도로 언급되었다. 이 초기 한도는 거부되었고, 제염 부대에서 근무하는 승무원에 대한 최대 허용 노출 기준(MPE)이 지휘관에 의해 확정되었다. 선박의 빠른 회수로 인해 지휘관들은 높은 오염 값을 예상하고 시간당 4뢴트겐(R/hr)을 기준으로 삼았다. 4 R/hr를 초과하는 것은 회수 부대의 접근 금지 구역으로 지정되었다. 인원은 R/hr이 1 이상인 선박 내부에서 작업하기 위해 특수 호흡 장비를 지급받았다. 실험에 많은 인원이 투입되어 개인들이 MPE 내에 머무르도록 했다. 선박에서 작업하는 인원의 총 노출량이 2뢴트겐 미만으로 유지되도록 시간이 계산되었다. 와후와 엄브렐러 핵 실험을 위해 운송선에 부유식 제염 시설이 설치되었다. 이를 통해 중요한 데이터 분석과 회수 효율성 향상이 가능했다.(p. 70–86)

### 와후 준비
핵폭발은 에네웨타크 외부의 공해에서 수행되었다. 와후라는 코드네임의 이 핵실험은 하드택 시리즈의 첫 번째 수중 실험이었다. 이 실험은 위그웜 핵폭발(샌디에이고 해안에서 500 해리 (930 km; 580 mi) 떨어진 심해 핵실험)의 연장선으로 볼 수 있었다. 선행 실험과 마찬가지로 와후 실험은 해군 시스템에 대한 수중 핵폭발의 영향을 연구하는 과학 프로그램이었다. 핵 장치는 태평양 심해 500 피트 (150 m) 깊이에 위치했다. 이 심해 실험은 폭발 지점 주변에 정밀한 표적 배열을 설정해야 했으며, 데이터의 정확도를 위해 바람, 해류, 조수 등 특정 한계 내에 있어야 하는 독특한 문제를 야기했다. 실험 배열은 핵 장치 주변 400 to 800 패덤 (2,400 to 4,800 ft; 730 to 1,460 m) 깊이에 배치되었다. 실험에 필요한 심해 계류 시스템은 위치 설정이 어렵다는 것이 입증되어 많은 분석가들이 데이터가 왜곡되었다고 믿게 되었다. 이 프로그램에 사용될 표적 선박은 구축함 3척, 현역 잠수함 1척, 위그웜 실험에 사용된 잠수함 모형 1척, 그리고 상선 1척으로 구성되었다.(p. 225) 수중 폭발로 인한 공중 폭발이나 열 효과는 없을 것으로 예측되었다. 폭발로 인한 낙진 또한 남서풍으로 인해 표적 배열 내에 머무를 것으로 예측되었다.

### 와후 폭발
1958년 5월 16일, 실험 조건이 충족되어 핵 장치가 폭파되었다. 폭파 후 1초 이내에 스프레이 돔이 생성되어 7초 후 840 피트 (260 m) 높이에 도달했다. 스프레이 돔의 전체적인 모양은 45도 기울어진 측면을 가진 원뿔형이었다. 6초 후 모든 방향으로 스프레이 돔을 뚫고 깃털이 솟아나는 것이 목격되었다. 수직 깃털은 폭발 후 12초까지 계속 상승했으며, 측면 깃털은 20초 동안 이동한 후 붕괴되었다. 스프레이 돔의 지름은 20초 시점에서 약 3,800 피트 (1,200 m)였다.(p. 237) 기본 서지는 1.7초 후 바람이 불어가는 방향으로 8,000 피트 (2,400 m) 반경에 도달했다. 15 노트 (17 mph; 28 km/h)의 바람의 도움을 받은 하향 서지는 21 노트 (24 mph; 39 km/h)의 속도에 도달했다. 이 기본 서지는 3분 반 동안 육안으로 볼 수 있었으며, 바다를 계속 가로질러 이동함에 따라 공중에서는 더 오래 볼 수 있었다. 스프레이 돔과 기본 서지가 소멸된 후, 지표면 제로 지점의 물에서 6,000 피트 (1,800 m) 이상으로 퍼지는 거품 패치가 보였다.(p. 238) 핵폭발의 위력은 9 TNT 킬로톤 (38 TJ)로 계산되었다. 모든 낙진은 예측된 낙진 지역 내에 머물렀으며, 최대 0.030 R/hr를 기록했다. 5,900 야드 (2.9 nmi; 3.4 mi; 5.4 km) 지점의 표적 함정은 충격파에 직접 맞았고, 전체 함정이 진동하며 격렬하게 흔들렸다. 2,346 피트 (715 m) 지점에 계류된 모란 상선은 주 및 보조 장비에 충격 손상을 입어 움직이지 못하게 되었고, 경미한 선체 손상도 입었다. 폭발 후 1시간 10분, 폭발 지점 바로 위에서 5갤런의 물 샘플이 채취되었는데, 5 R/hr를 나타냈다. 회수 팀은 1시간 35분 후 3.8 R/hr의 지역으로 진입했다.

### 엄브렐러 준비
하드택 작전 시리즈의 두 번째 수중 폭발은 코드네임 엄브렐러였다. 이 실험은 에네웨타크 내부의 라군에서 수행되었다. 이 실험은 비키니 라군에서 수행된 수중 실험 베이커의 연속으로 볼 수 있었다. 얕은 물에서의 폭발은 바닥에 충분히 가까우면 수중 분화구를 만들 수 있다. 와후 실험의 표적 함정들은 엄브렐러 실험에 다시 사용하기 위해 라군으로 견인되었다. 와후로 인한 손상은 모란호를 제외하고는 모두 경미했으며, 모란호는 추가적인 선체 수리가 필요했다. 이 함정들은 세척되고 측정 장비가 교체된 후 사용되었다. 엄브렐러의 계류는 라군의 위치와 깊이 때문에 와후보다 훨씬 쉬웠다. 와후 실험에서 수집된 정보는 표적 배열 배치 및 제염 시간에 관하여 엄브렐러 계획에 직접적인 영향을 미쳤다. 장치는 부표와 함께 150 피트 (46 m) 깊이에 배치되었다.

### 엄브렐러 폭발

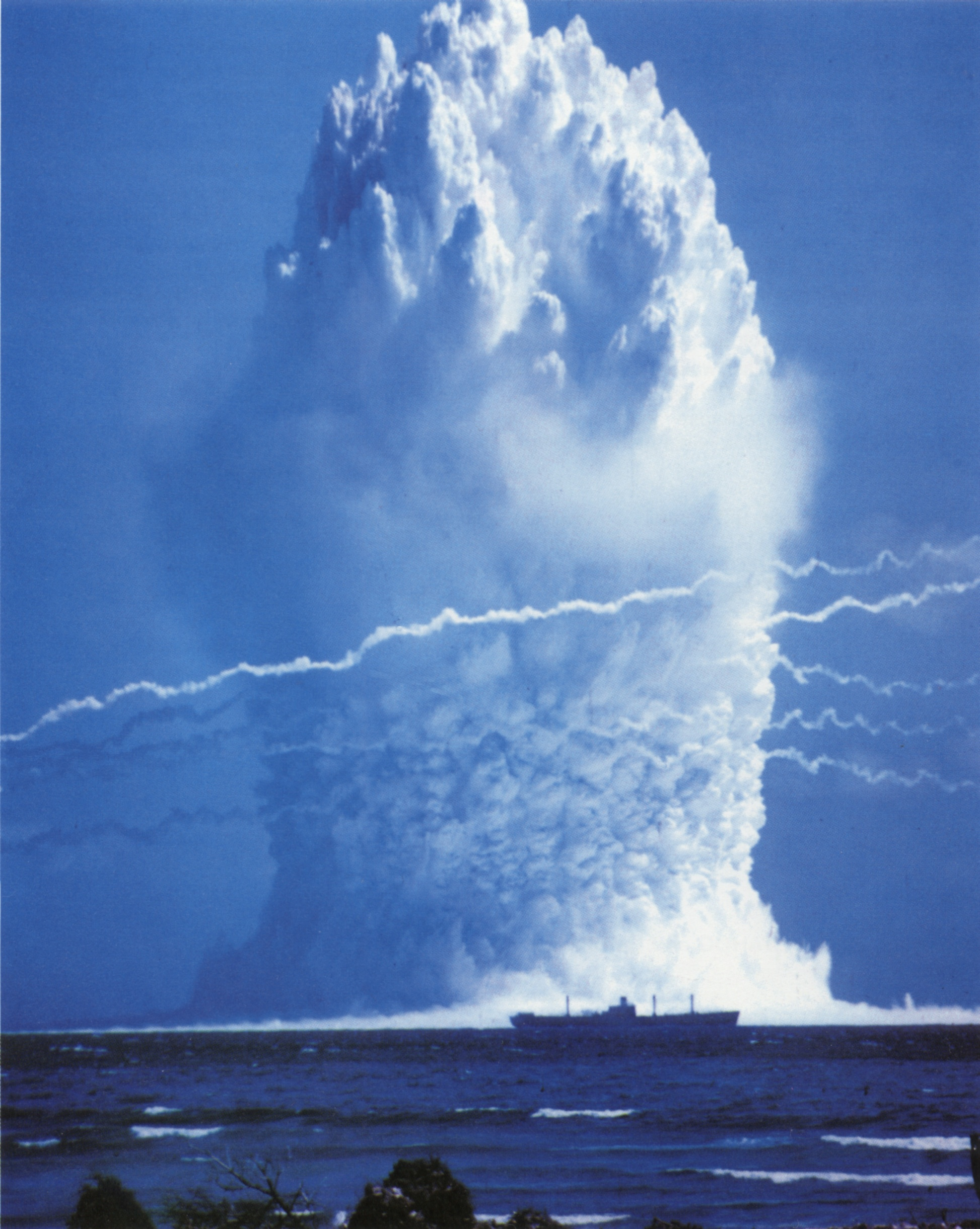
6월 9일 엄브렐러 폭발과 그 앞에 있는 호.

6월 9일, 하드택 I 시리즈의 두 번째 수중 핵실험이 진행되었다. 폭발은 오전 11시 15분(현지 시간)에 맑은 하늘과 동북동쪽에서 불어오는 15 to 17 노트 (17 to 20 mph; 28 to 31 km/h)의 바람 속에서 발생했다. 폭발 후 0.1초 이내에 스프레이 돔이 수면을 뚫고 나왔다. 스프레이 돔의 전체적인 모양은 수직 기둥을 닮았으며, 플룸이 모양을 만드는 데 도움이 되었다. 폭발 후 20초 이내에 기둥의 최대 높이는 5,000 피트 (1,500 m)에 도달했다. 기저부는 바람이 불어가는 방향으로 약 10,000 피트 (3,000 m)까지 도달했으며, 모든 방향으로 약 6,000 피트 (1,800 m)까지 퍼져나갔다. 이 기저부는 공중에서 약 25분 동안 볼 수 있었고, 폭발 지점 위 거품 패치는 더 오래 지속되었다.(p. 248) 핵 장치의 폭발 위력은 8 TNT 킬로톤 (33 TJ)로 측정되었다. 엄브렐러 폭발은 라군에 지름 3,000 ft (910 m) 및 깊이 20 ft (6.1 m)의 분화구를 만들었다. 최대 방사능 판독값은 폭발 지점 위를 비행하는 항공기에 의해 0.350 R/hr로 확인되었다. 방사능은 소량으로 보고되었으며, 폭발 후 30분 만에 재진입이 허용되었다. 주요 표적 함정 중 가장 높은 방사능 판독값은 모란호의 선미에서 0.0015 R/hr로 기록되었다. 모든 과학 데이터가 표적 함정에서 수집된 후, 이들은 항해 가능한 상태로 복원되어 진주만으로 견인되었다. 모란호는 폭발로 인해 항해 불가능하다고 결론지어졌으며, 이쿠렌 섬 근처에서 해군 함포 사격으로 침몰되었다.(p. 251)
수중 핵실험(와후와 엄브렐러)은 핵무기가 해군 함정에 미치는 영향에 대한 과학적 데이터를 수집하여 국방부가 이를 이해하는 데 도움이 되었다. 발견된 주요 요점 중 일부는 수중 핵폭발이 물과 증기화된 물방울에 방사성 물질이 흡수되어 낙진이 적게 발생한다는 것이었다. 직접 감마선 방사능은 극히 낮은 것으로 나타났지만, 기저부는 측정 장치를 통과할 때 매우 방사성인 것으로 나타났다. 초기 기저부를 모방하는 파도 형태로 더 작은 방사능 농도가 뒤따랐다. 거의 모든 자유장 방사능 활동은 15분 후에 사라져 정상적인 작전으로 복귀할 수 있는 것으로 나타났다.(p. 86) 충격파의 영향은 이전에 예상했던 것보다 적었다. 충격파로 인한 손상은 실험 범위 내의 구축함에는 무시할 수 있는 수준이었지만, 폭발로 인한 장비 고장은 함정을 움직이지 못하게 할 수 있었다. 수집된 데이터에 따르면 폭발성 테이퍼 장약의 예비 실험은 핵 장치의 충격파를 시뮬레이션하는 것으로 입증되었다.(p. 91)

## 갤러리

하드택 I-주니퍼, 65킬로톤
하드택 I-포플러, 9.3메가톤.
하드택 I-엄브렐러, 8킬로톤.
하드택 I-올리브, 202킬로톤.
하드택 I-피그, 0.02킬로톤.
하드택 I-오크, 8.9메가톤.

## 실험 목록
| 이름           | 일시 (UTC)                | 현지 시간대                                                                       | 위치 | 표고 (높이) + 높이  | 운반 방식 목적                                                 | 장치                      | 위력              | 참고 자료 주석 |
| -------------- | ------------------------- | --------------------------------------------------------------------------------- | --- | ------------------- | -------------------------------------------------------------- | ------------------------- | ----------------- | --- |
| Yucca          | 1958년 4월 28일 02:40 UTC | edst (12 hrs)                                                                     | 태평양 핵실험장 북위 12° 37′ 01″ 동경 167° 01′ 30″ / 북위 12.617° 동경 167.025° | 26.21 km (16.29 mi) | - 풍선 - 무기 효과                                             | W-25                      | 1.7 kt (7.1 TJ)   | ABM 개발 - 뉴스릴 작전(고고도 실험)의 일부. "비키니에서 북서쪽으로 약 85 nmi (157 km; 98 mi) 떨어진 곳"에서 발사.                             |
| Cactus         | 1958년 5월 5일 18:15 UTC  | MHT (11 hrs)                                                                      | 루니트 (이본), 에네웨타크 환초 북위 11° 33′ 09″ 동경 162° 20′ 50″ / 북위 11.55255° 동경 162.34727° | 1 m (3 ft 3 in)     | - 건조 지표면 - 무기 개발                                      | Mk-43 원형                | 18 kt (75 TJ)     | LASL의 열핵 시스템 모형 내 MK-43 원형 실험. 엘더와 유사. 레드윙 라크로스 분화구 남서쪽 596 ft (182 m) 분화구; 분화구는 나중에 칵투스 돔이 됨. |
| Fir            | 1958년 5월 11일 17:50 UTC | MHT (11 hrs)                                                                      | 나무 (찰리), 비키니 환초 북위 11° 41′ 27″ 동경 165° 16′ 24″ / 북위 11.6908° 동경 165.2733° | 3 m (9.8 ft)        | - 바지선 - 무기 개발                                           |                           | 1.4 Mt (5.9 PJ)   | 깨끗한 2단계 TN 장치, 오직 90 TNT 킬로톤 (380 TJ) 핵분열, 93.4% 핵융합 위력.                                                                  |
| Butternut      | 1958년 5월 11일 18:15 UTC | MHT (11 hrs)                                                                      | 루니트 (이본), 에네웨타크 환초 북위 11° 32′ 19″ 동경 162° 20′ 37″ / 북위 11.53859° 동경 162.34367° | 3 m (9.8 ft)        | - 바지선 - 무기 개발                                           | TX-46 원형 ?              | 81 kt (340 TJ)    | TX-46 원형 실험, 오크 및 옐로우우드와 유사.                                                                                                   |
| Koa            | 1958년 5월 12일 18:30 UTC | MHT (11 hrs)                                                                      | 테이터 (진), 에네웨타크 환초 북위 11° 40′ 12″ 동경 162° 11′ 54″ / 북위 11.66997° 동경 162.19847° | 0.81 m (2 ft 8 in)  | - 건조 지표면 - 무기 개발                                      | XW-35                     | 1.4 Mt (5.9 PJ)   | XW-35 ICBM 탄두 실험. |
| Wahoo          | 1958년 5월 16일 01:30 UTC | MHT (11 hrs)                                                                      | 포콘 (어빈), 에네웨타크 환초 북위 11° 19′ 35″ 동경 162° 09′ 47″ / 북위 11.32646° 동경 162.16309° | −150 m (−490 ft)    | - 수중 - 무기 효과                                             | Mk-7                      | 9 kt (38 TJ)      | Mk-7 심해 수중 폭발 효과, 수심 3,200 ft (980 m).                                                                                              |
| Holly          | 1958년 5월 20일 18:30 UTC | MHT (11 hrs)                                                                      | 루니트 (이본), 에네웨타크 환초 북위 11° 32′ 25″ 동경 162° 21′ 01″ / 북위 11.54029° 동경 162.35039° | 4 m (13 ft)         | - 바지선 - 무기 개발                                           | XW-31Y3                   | 5.9 kt (25 TJ)    | XW-31Y3 성능 시험. |
| Nutmeg         | 1958년 5월 21일 21:20 UTC | MHT (11 hrs)                                                                      | 에닌멘 (타레), 비키니 환초 북위 11° 30′ 13″ 동경 165° 22′ 20″ / 북위 11.50355° 동경 165.3722° | 3 m (9.8 ft)        | - 바지선 - 무기 개발                                           | 초기 XW-47 ?              | 25.1 kt (105 TJ)  | 2단계 열핵 장치, W47일 가능성 있음. |
| Yellowwood     | 1958년 5월 26일 02:00 UTC | MHT (11 hrs)                                                                      | 엔제비 (재닛), 에네웨타크 환초 북위 11° 39′ 27″ 동경 162° 13′ 18″ / 북위 11.65751° 동경 162.22168° | 3 m (9.8 ft)        | - 바지선 - 무기 개발                                           | TX-46, W-53이 됨          | 330 kt (1,400 TJ) | LASL의 "깨끗한" TX-46 탄두 설계 개발 실험. 실패, 2차 핵융합 불완전 연소. 오크에서 재시도.                                                     |
| Magnolia       | 1958년 5월 26일 18:00 UTC | MHT (11 hrs)                                                                      | 루니트 (이본), 에네웨타크 환초 북위 11° 32′ 22″ 동경 162° 20′ 54″ / 북위 11.53932° 동경 162.34841° | 4 m (13 ft)         | - 바지선 - 무기 개발                                           | "쿠거"                    | 57 kt (240 TJ)    | 성능 시험. |
| Tobacco        | 1958년 5월 30일 02:15 UTC | MHT (11 hrs)                                                                      | 엔제비 (재닛), 에네웨타크 환초 북위 11° 39′ 38″ 동경 162° 13′ 36″ / 북위 11.66056° 동경 162.22663° | 2.7 m (8 ft 10 in)  | - 바지선 - 무기 개발                                           | XW-50                     | 11.6 kt (49 TJ)   | 탐사 실험, XW-50 나이키-제우스 시제품, 2단계 점화 실패.                                                                                       |
| Sycamore       | 1958년 5월 31일 03:00 UTC | MHT (11 hrs)                                                                      | 나무 (찰리), 비키니 환초 북위 11° 41′ 50″ 동경 165° 16′ 29″ / 북위 11.69722° 동경 165.27486° | 3 m (9.8 ft)        | - 바지선 - 무기 개발                                           | TX-41                     | 92 kt (380 TJ)    | "깨끗한" TX-41 불발; 예상 위력 총 5 Mt (21 PJ), 핵분열 200 kt (840 TJ); 2단계에서 낮은 수준의 연소; 포플러 및 파인과 유사.                    |
| Rose           | 1958년 6월 2일 18:45 UTC  | MHT (11 hrs)                                                                      | 루니트 (이본), 에네웨타크 환초 북위 11° 32′ 21″ 동경 162° 20′ 45″ / 북위 11.53926° 동경 162.34593° | 4.5 m (15 ft)       | - 바지선 - 무기 개발                                           | XW-49 ? 원형              | 15 kt (63 TJ)     | 탐사 실험, XW-49 가능성, 80 kt 핵융합 예상, 2단계 점화 실패.                                                                                  |
| Umbrella       | 1958년 6월 8일 23:15 UTC  | MHT (11 hrs)                                                                      | 포콘 (어빈), 에네웨타크 환초 북위 11° 22′ 30″ 동경 162° 11′ 38″ / 북위 11.37498° 동경 162.19399° | −50 m (−160 ft)     | - 수중 - 무기 효과                                             | Mk-7                      | 8 kt (33 TJ)      | 라군 바닥에서 150 ft (46 m) 깊이의 얕은 수중 폭발. 분화구 915 m × 6 m (3,002 ft × 20 ft).                                                     |
| Maple          | 1958년 6월 10일 17:30 UTC | MHT (11 hrs)                                                                      | 유로치 (도그), 비키니 환초 북위 11° 41′ 29″ 동경 165° 24′ 57″ / 북위 11.6915° 동경 165.41582° | 3 m (9.8 ft)        | - 바지선 - 무기 개발                                           |                           | 213 kt (890 TJ)   | "더러운" 2단계 실험, 핵분열 89% 예상. |
| Aspen          | 1958년 6월 14일 17:30 UTC | MHT (11 hrs)                                                                      | 나무 (찰리), 비키니 환초 북위 11° 41′ 27″ 동경 165° 16′ 24″ / 북위 11.6908° 동경 165.2733° | 3 m (9.8 ft)        | - 바지선 - 무기 개발                                           | XW-47 ?                   | 319 kt (1,330 TJ) | XW-47 시제품 가능성, 2단계. |
| Walnut         | 1958년 6월 14일 18:30 UTC | MHT (11 hrs)                                                                      | 엔제비 (재닛), 에네웨타크 환초 북위 11° 39′ 27″ 동경 162° 13′ 18″ / 북위 11.65751° 동경 162.22168° | 2 m (6 ft 7 in)     | - 바지선 - 무기 개발                                           |                           | 1.5 Mt (6.3 PJ)   | 열핵 시제품 개발 실험. |
| Linden         | 1958년 6월 18일 03:00 UTC | MHT (11 hrs)                                                                      | 루니트 (이본), 에네웨타크 환초 북위 11° 32′ 26″ 동경 162° 21′ 04″ / 북위 11.54061° 동경 162.35106° | 2.5 m (8 ft 2 in)   | - 바지선 - 무기 개발                                           | XW-50 원형 ?              | 11 kt (46 TJ)     | XW-50 원형 가능성. |
| Redwood        | 1958년 6월 27일 17:30 UTC | MHT (11 hrs)                                                                      | 유로치 (도그), 비키니 환초 북위 11° 41′ 29″ 동경 165° 24′ 57″ / 북위 11.6915° 동경 165.41582° | 3 m (9.8 ft)        | - 바지선 - 무기 개발                                           | XW-47 ?                   | 412 kt (1,720 TJ) | XW-47 시제품 가능성, 2단계, 250 kt (1,000 TJ) 핵분열 위력 예상; 애스펀, 너트메그, 도그우드 장치와 유사.                                       |
| Elder          | 1958년 6월 27일 18:30 UTC | MHT (11 hrs)                                                                      | 엔제비 (재닛), 에네웨타크 환초 북위 11° 39′ 38″ 동경 162° 13′ 36″ / 북위 11.66056° 동경 162.22663° | 2.7 m (8 ft 10 in)  | - 바지선 - 무기 개발                                           | TX-43                     | 880 kt (3,700 TJ) | TX-43 투하 폭탄 실험, 핵분열 위력 50% 예상, 칵투스와 유사.                                                                                    |
| Oak            | 1958년 6월 28일 19:30 UTC | MHT (11 hrs)                                                                      | 보갈루아 (앨리스), 에네웨타크 환초 북위 11° 36′ 11″ 동경 162° 06′ 09″ / 북위 11.60309° 동경 162.10259° | 1.8 m (5 ft 11 in)  | - 바지선 - 무기 개발                                           | TX-46/53                  | 8.9 Mt (37 PJ)    | LASL이 설계한 TX-46 시스템의 시제품 실험. 버터넛과 옐로우우드와 유사. 분화구 1,750 m × 80 m (5,740 ft × 260 ft).                              |
| Hickory        | 1958년 6월 29일 00:00 UTC | MHT (11 hrs)                                                                      | 에닌멘 (타레), 비키니 환초 북위 11° 29′ 46″ 동경 162° 22′ 15″ / 북위 11.4961° 동경 162.3708° | 3 m (9.8 ft)        | - 바지선 - 무기 개발                                           | XW-47 원형 ?              | 14 kt (59 TJ)     | XW-47 원형 실험 가능성, 하드택 II 넵튠 및 티타니아와 유사.                                                                                    |
| Sequoia        | 1958년 7월 1일 18:30 UTC  | MHT (11 hrs)                                                                      | 루니트 (이본), 에네웨타크 환초 북위 11° 32′ 26″ 동경 162° 21′ 04″ / 북위 11.54061° 동경 162.35106° | 2 m (6 ft 7 in)     | - 바지선 - 무기 개발                                           | XW-50 원형 ?              | 5.2 kt (22 TJ)    | 하드택 II 오테로와 유사, 하드택 I 피소니아 원형 실험.                                                                                         |
| Cedar          | 1958년 7월 2일 17:30 UTC  | MHT (11 hrs)                                                                      | 나무 (찰리), 비키니 환초 북위 11° 41′ 50″ 동경 165° 16′ 29″ / 북위 11.69722° 동경 165.27486° | 3.4 m (11 ft)       | - 바지선 - 무기 개발                                           |                           | 220 kt (920 TJ)   | 2단계 "깨끗한" 열핵 장치, 핵분열 위력 30 kt (130 TJ) 예상.                                                                                    |
| Dogwood        | 1958년 7월 5일 18:30 UTC  | MHT (11 hrs)                                                                      | 엔제비 (재닛), 에네웨타크 환초 북위 11° 39′ 38″ 동경 162° 13′ 36″ / 북위 11.66056° 동경 162.22663° | 3 m (9.8 ft)        | - 바지선 - 무기 개발                                           | XW-47 ? 피콜로            | 397 kt (1,660 TJ) | 레드우드, 애스펀, 너트메그와 유사; XW-47 시제품 가능성, 피콜로 2단계.                                                                         |
| Poplar         | 1958년 7월 12일 03:30 UTC | MHT (11 hrs)                                                                      | 나무 (찰리), 비키니 환초 북위 11° 41′ 49″ 동경 165° 16′ 01″ / 북위 11.69704° 동경 165.26708° | 3 m (9.8 ft)        | - 바지선 - 무기 개발                                           | TX-41                     | 9.3 Mt (39 PJ)    | TX-41 "깨끗한" 2단계 변형; 파인 및 시카모어와 유사; 하드택 I 중 가장 크고, 미국 역사상 5번째로 큰 실험.                                       |
| Scaevola       | 1958년 7월 14일 04:00 UTC | MHT (11 hrs)                                                                      | 루니트 (이본), 에네웨타크 환초 북위 11° 32′ 48″ 동경 162° 21′ 07″ / 북위 11.54662° 동경 162.35199° | 6 m (20 ft)         | - 바지선 - 안전 실험                                           | XW-34                     | 0 TNT 톤 (0 GJ)   | XW-34 1점 안전 실험, 성공적. |
| Pisonia        | 1958년 7월 17일 23:00 UTC | MHT (11 hrs)                                                                      | 루니트 (이본), 에네웨타크 환초 북위 11° 33′ 동경 162° 19′ / 북위 11.55° 동경 162.31° | 2 m (6 ft 7 in)     | - 바지선 - 무기 개발                                           | XW-50 ? TN, 세쿼이아 원형 | 255 kt (1,070 TJ) | XW-50 열핵 설계의 시제품 가능성, 토바코 장치 수정, 세쿼이아 원형 사용.                                                                        |
| Juniper        | 1958년 7월 22일 04:20 UTC | MHT (11 hrs)                                                                      | 에닌멘 (타레), 비키니 환초 북위 11° 30′ 13″ 동경 165° 22′ 20″ / 북위 11.50355° 동경 165.3722° | 3 m (9.8 ft)        | - 바지선 - 무기 개발                                           | XW-47                     | 65 kt (270 TJ)    | "가장 급진적인 UCRL 실험", "완전히 새로운 개념", 마지막 비키니 대기권 실험, XW-47 후보 가능성.                                                |
| Olive          | 1958년 7월 22일 20:30 UTC | MHT (11 hrs)                                                                      | 엔제비 (재닛), 에네웨타크 환초 북위 11° 39′ 38″ 동경 162° 13′ 36″ / 북위 11.66056° 동경 162.22663° | 3 m (9.8 ft)        | - 바지선 - 무기 개발                                           |                           | 202 kt (850 TJ)   | 개념 타당성 실험, 2단계 열핵 장치, 고위력/경량 달성; 무게 100 kg (220 lb) (위력/무게 비율 2 kt/kg (3.8 TJ/lb) 2 kt/kg).                       |
| Pine           | 1958년 7월 26일 20:30 UTC | MHT (11 hrs)                                                                      | 엔제비 (재닛), 에네웨타크 환초 북위 11° 39′ 05″ 동경 162° 12′ 51″ / 북위 11.6513° 동경 162.21414° | 3 m (9.8 ft)        | - 바지선 - 무기 개발                                           | Mk-41                     | 2 Mt (8.4 PJ)     | TX-41 "깨끗한" 3단계 변형; 포플러 및 시카모어와 유사.                                                                                         |
| Piñon (취소됨) | 1958년 8월                | edst (12 hrs)                                                                     | 태평양 핵실험장 북위 12° 동경 162° / 북위 12° 동경 162° | 3 m (9.8 ft)        | - 공중 투하 - 무기 효과                                        |                           | 알 수 없음        | 깨끗한 열핵무기의 국제 시연 제안. 1958년 실험 유예 기간에 드와이트 D. 아이젠하워 대통령에 의해 취소됨.                                        |
| Teak           | 1958년 8월 1일 10:50 UTC  | jamt (–11 hrs) 도미닉, 피시볼, HT I 동안 사용된 것으로 추정됨.(p. 4)              | - 존스턴 환초, 존스턴 섬에서 발사 북위 16° 44′ 01″ 서경 169° 31′ 31″ / 북위 16.73365° 서경 169.52534° , 표고: 3 + 0 m (9.8 + 0.0 ft) - 존스턴 환초, 존스턴 섬 위에서 폭파 북위 16° 44′ 38″ 서경 169° 32′ 00″ / 북위 16.7439° 서경 169.5333° | 81.3 km (50.5 mi)   | - 고고도 로켓 30–80 킬로미터 (98,000–262,000 피트) - 무기 효과 | W-39                      | 3.8 Mt (16 PJ)    | ABM 효과 실험. 오계산으로 인해 발사 지점 바로 위에서 폭발. 뉴스릴 작전(고고도 실험)의 일부이며, 레드스톤 로켓에 실려 발사.                    |
| Quince         | 1958년 8월 6일 02:15 UTC  | MHT (11 hrs)                                                                      | 루니트 (이본), 에네웨타크 환초 북위 11° 32′ 54″ 동경 162° 21′ 03″ / 북위 11.54828° 동경 162.35079° | 1 m (3 ft 3 in)     | - 건조 지표면 - 무기 개발                                      | XW-51 ?                   | 위력 없음         | XW-51 실험 가능성, 불발. |
| Orange         | 1958년 8월 12일 10:30 UTC | jamt (–11 hrs) 도미닉, 피시볼, HT I 기간 동안 사용된 것으로 추정됨.(p. page=4) \| | - 존스턴 환초, 존스턴 섬에서 발사 북위 16° 44′ 01″ 서경 169° 31′ 31″ / 북위 16.73365° 서경 169.52534° , 표고: 3 + 0 m (9.8 + 0.0 ft) - 존스턴 환초, 존스턴 섬 위에서 폭파 북위 16° 21′ 30″ 서경 169° 32′ 08″ / 북위 16.3583° 서경 169.5356° | 45.5 km (28.3 mi)   | - 고고도 로켓 30–80 킬로미터 (98,000–262,000 피트) - 무기 효과 | W-39                      | 3.8 Mt (16 PJ)    | ABM 효과 실험, W-39 탄두, 뉴스릴 작전(고고도 실험)의 일부이며, 레드스톤 로켓에 실려 발사.                                                     |
| Fig            | 1958년 8월 18일 04:00 UTC | MHT (11 hrs)                                                                      | 루니트 (이본), 에네웨타크 환초 북위 11° 32′ 58″ 동경 162° 20′ 56″ / 북위 11.54955° 동경 162.34879° | 0.5 m (1 ft 8 in)   | - 건조 지표면 - 무기 개발                                      | XW-51 ?                   | 20 TNT 톤 (84 GJ) | XW-51 실험 가능성, 퀸스와 유사, 성공적, 에네웨타크에서의 마지막 대기권 실험.                                                                  |

1. ↑  미국, 프랑스, 영국은 실험에 코드네임을 부여했지만, 소련과 중국은 그렇지 않았으며(소련의 평화적 핵폭발은 예외) 따라서 실험 번호만 사용했다. 이름이 고유명사가 아닌 경우 괄호 안의 단어 번역은 영어로 제공된다. 대시 뒤에 숫자가 붙으면 일제 사격의 일부를 나타낸다. 미국은 때때로 이러한 일제 사격 실험에서 개별 폭발에도 이름을 부여하여 "이름1 – 1(이름2 포함)"과 같은 결과가 나타난다. 실험이 취소되거나 중단된 경우, 날짜 및 위치와 같은 행 데이터는 알려진 경우 의도된 계획을 공개한다.
2. ↑  UTC 시간을 표준 현지 시간으로 변환하려면 괄호 안의 시간(시)을 UTC 시간에 더하고, 현지 서머타임의 경우 1시간을 추가한다. 결과가 00:00보다 이르면 24시간을 더하고 날짜에서 1일을 빼고, 24:00 이상이면 24시간을 빼고 날짜에 1일을 더한다. 과거 시간대 데이터는 IANA 시간대 데이터베이스에서 얻었다.
3. ↑  대략적인 지명 및 위도/경도 참조; 로켓 운반 실험의 경우 알려진 경우 발사 위치가 폭발 위치보다 먼저 지정된다. 일부 위치는 매우 정확하지만, 다른 위치(예: 공중 투하 및 우주 폭발)는 상당히 부정확할 수 있다. "~"는 해당 지역의 다른 실험과 공유되는 일반적인 대략적인 위치를 나타낸다.
4. ↑  표고는 폭발 지점 바로 아래의 지면 높이를 해수면 기준으로 나타낸 것이고, 높이는 탑, 풍선, 샤프트, 터널, 공중 투하 등 다른 장치를 통해 추가되거나 빼진 거리이다. 로켓 폭발의 경우 지면 높이는 "해당 없음"이다. 일부 경우에는 높이가 절대적인지 지면 기준인지 명확하지 않다(예: 플럼밥/존). 숫자나 단위가 없으면 값이 알 수 없음을 나타내며, "0"은 0을 의미한다. 이 열은 표고와 높이를 합산하여 정렬된다.
5. ↑  대기, 공중 투하, 풍선, 총, 순항 미사일, 로켓, 지표면, 타워, 바지선은 모두 부분적 핵실험 금지 조약에 의해 금지된다. 밀폐된 수직 갱도와 터널은 지하이며, PTBT에서도 유용하게 사용되었다. 의도적인 분화구 생성 실험은 논란의 여지가 있다. 이는 조약 하에서 발생했으며, 때때로 항의를 받았고, 일반적으로 평화적 사용으로 선언된 경우 간과되었다.
6. ↑  무기 개발, 무기 효과, 안전 시험, 운송 안전 시험, 전쟁, 과학, 공동 검증, 산업/평화적 사용 등을 포함하며, 추가로 세분화될 수 있다.
7. ↑  알려진 경우 실험 품목에 대한 지정, "?"는 이전 값에 대한 불확실성을 나타내며, 특정 장치에 대한 별명은 따옴표로 표시된다. 이 정보 범주는 공식적으로 공개되지 않는 경우가 많다.
8. ↑  예상 에너지 위력 (톤, 킬로톤, 메가톤)이다. 1톤의 TNT 환산은 4.184 기가줄 (1 기가칼로리)로 정의된다.